# Paul Scofield
David Paul Scofield (ur. 21 stycznia 1922 w Birmingham, zm. 19 marca 2008 w Susseksie) – angielski aktor uważany za „najlepszego odtwórcę ról szekspirowskich”. Miał charakterystyczny głos, wielokrotny zdobywca najwyższych nagród aktorskich włącznie z Nagrodą Akademii Filmowej. Odznaczony CH i CBE. Trzykrotnie odmówił przyjęcia tytułu szlacheckiego.

## Życiorys
Urodził się w Birmingham, w hrabstwie Warwickshire, w Anglii, jako syn Mary i Edwarda Harry’ego Scofielda. Kiedy Scofield miał kilka tygodni, jego rodzina przeniosła się do Hurstpierpoint w Susseksie, gdzie jego ojciec był dyrektorem szkoły Hurstpierpoint Church of England School. Jego matka była katoliczką, a ojciec anglikaninem. W wieku dwunastu lat poszedł do Varndean College w Brighton, gdzie odkrył dzieła Szekspira. W 1939, w wieku siedemnastu lat opuścił szkołę i zaczął uczyć się aktorstwa w Croydon Repertory Theatre w Croydon. Krótko po wybuchu II wojny światowej uznano go za niezdolnego do służby w British Army.
W 1940 rozpoczął karierę sceniczną od debiutanckiego dramatu Eugene’a O’Neilla Desire Under the Elms w Westminster Theatre i wkrótce został porównany do Laurence’a Oliviera. Grał w Old Rep w Birmingham. Stamtąd udał się do Shakespeare Memorial Theatre w Stratford, gdzie w 1947 wystąpił w Perykles, książę Tyru. W 1948 zagrał Hamleta w Shakespeare Memorial Theatre w Stratford z nieznaną wówczas Claire Bloom jako Ofelią.
Za kreację sir Thomasa More’a w ekranizacji sztuki Roberta Bolta Oto jest głowa zdrajcy (A Man for All Seasons, 1966) w reżyserii Freda Zinnemanna otrzymał Oscara, Nagrodę BAFTA i Złoty Glob dla najlepszego aktora pierwszoplanowego. Z kolei rola Marka Van Dorena w dramacie Roberta Redforda Quiz Show (1994) przyniosła mu nominację do Oscara, Złote Globy 1994 i Nagrody BAFTA w kategorii „Najlepszy aktor drugoplanowy”.
W 1943 ożenił się z Joy Parker, z którą miał dwoje dzieci: syna Martina (ur. 1944) i córkę Sarah (ur. 1951). Zmarł 19 marca 2008 w wieku 86 lat w szpitalu niedaleko swojego domu na wsi w Susseksie w Anglii na białaczkę.

## Filmografia

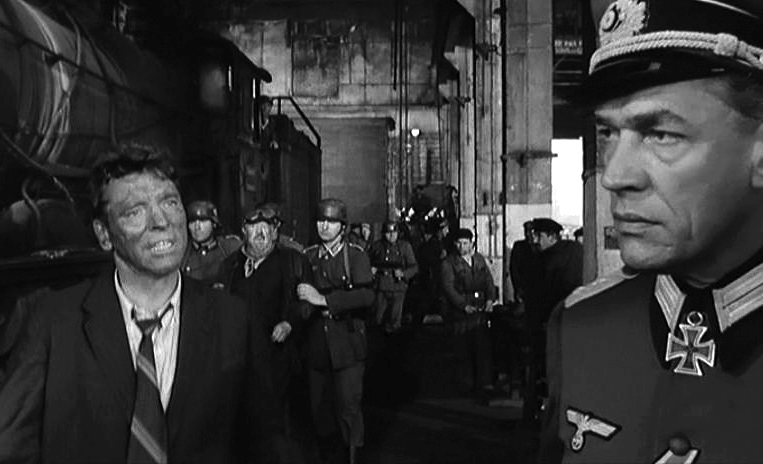
Scofield (pierwszy z prawej) w filmie Pociąg z Burtem Lancasterem (pierwszy z lewej)

- 1955: Pewna dama (That Lady) – król Hiszpanii Filip II
- 1958: Carve Her Name with Pride – Tony Fraser
- 1964: Pociąg (The Train) – pułkownik Von Waldheim
- 1966: Oto jest głowa zdrajcy (A Man for All Seasons) – sir Thomas More
- 1970: Niżyński (Nijinsky) – Siergiej Diagilew
- 1971: King Lear – król Lir
- 1973: Delikatna równowaga (A Delicate Balance) – Tobias
- 1973: Skorpion (Scorpio) – Siergiej Żarkow
- 1977: Ambasador (The Ambassadors) – Lambert Strether
- 1984: Summer Lightning – Stary Robert Clarke
- 1985: Anna Karenina – Karenin
- 1985: 1919 – Aleksandr Szczerbatow
- 1987: Mister Corbett’s Ghost – Pan Corbett
- 1988: The Attic: The Hiding of Anne Frank – Otto Frank
- 1989: When the Whales Came – ornitolog
- 1989: Henryk V (Henry V) – król Francji Karol VI
- 1990: Hamlet – duch Ojca
- 1992: Utz – doktor Vaclav Orlik
- 1994: Genezis – od stworzenia do potopu (Genesi: La creazione e il diluvio)
- 1994: Quiz Show – Mark Van Doren
- 1996: Mali jeźdźcy (The Little Riders) – Pieter Roden
- 1996: Czarownice z Salem (The Crucible) – sędzia Thomas Danforth
- 1999: Folwark zwierzęcy (Animal Farm) – Boxer (głos)